# Рапсодия
Вижте също Рапсод.
Рапсодията (от гръцки: rhápto, „съставям“ и odé, „песен“) е инструментална музикална творба върху фолклорни мотиви. Тя е музикално произведение в една част, което е епизодично, но същевременно и цялостно, със свободна структура и широк диапазон от настроения и тоналности. Спонтанното вдъхновение и усещането за импровизация отличават рапсодията от други музикални форми с повече вариации.
Рапсодиите били особено предпочитани от композиторите през епохата на Романтизма. По-известни рапсодии са:
- „Рапсодия по тема на Паганини“ на Сергей Рахманинов,
- „Унгарска рапсодия“ на Ференц Лист,
- Рапсодии за пиано форте на Йоханес Брамс,
- „Рапсодия в синьо“ на Джордж Гершуин
- „Испанска рапсодия“ на Морис Равел
- „Bohemian Rhapsody“ на Queen.

Популярна българска рапсодия е „Вардар“ на Панчо Владигеров.